# Metacatharsius inermis
Metacatharsius inermis är en skalbaggsart som beskrevs av François Louis Nompar de Caumont de Laporte 1840. Metacatharsius inermis ingår i släktet Metacatharsius och familjen bladhorningar. Inga underarter finns listade i Catalogue of Life.